# Bauerfeind AG
Die Bauerfeind AG ist ein deutscher Hersteller medizinischer Hilfsmittel wie Bandagen, Orthesen, Kompressionsstrümpfe und orthopädische Einlagen.

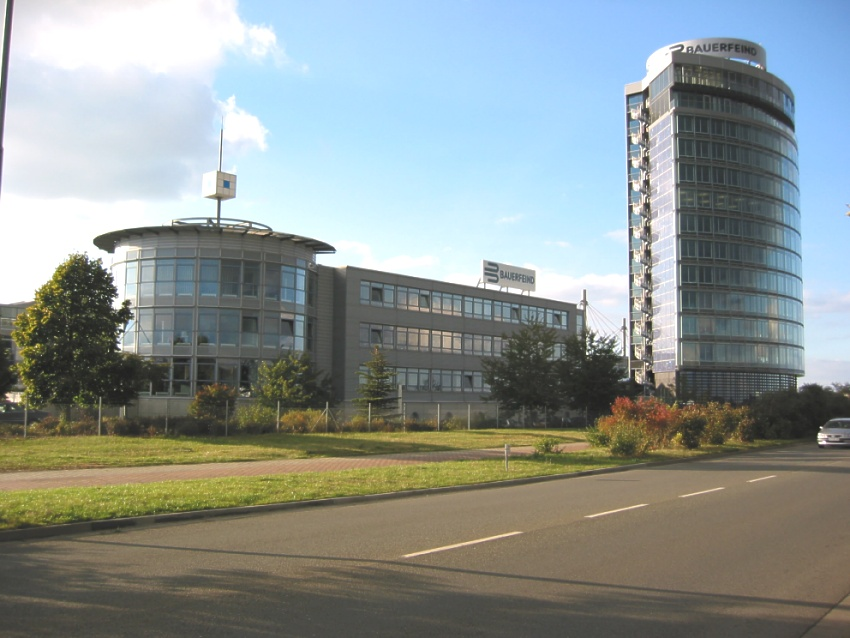
Verwaltungsgebäude der Bauerfeind AG in Zeulenroda-Triebes

## Geschichte
Im ostthüringischen Zeulenroda gründete 1929 Bruno Bauerfeind (1882–1944) eine Gummistrickerei, deren Leitung 1945 sein Sohn Rudolf (1909–1998) übernahm. 1949 wanderte die Familie Bauerfeind wegen der unternehmerfeindlichen Politik in der Sowjetischen Besatzungszone nach Westdeutschland aus. Rudolf Bauerfeind begann in Darmstadt-Eberstadt mit dem Neuaufbau des Betriebes. 1972 übernahm sein Sohn Hans B. Bauerfeind in Kempen die Firma Diedrich Grote Nachfolger, einem Hersteller orthopädischer Bandagen, und machte sie 1978 zur Zentrale der Bauerfeind GmbH. Ab 1984 wurden eigene Vertriebsgesellschaften in Europa und Übersee gegründet.
Nach der Wiedervereinigung Deutschlands kehrte das Unternehmen nach Zeulenroda zurück und errichtete dort eine neue Produktionsstätte. 1996 wurde die Firma Globus K. Kremendahl (Remscheid) erworben. 1997 wurde die Bauerfeind Holding GmbH und 2002 die Bauerfeind AG gegründet. Im Jahr 2004 wurde das neue Verwaltungsgebäude, der Bauerfeind Tower, in Zeulenroda eingeweiht. 2008 kündigte das Unternehmen an, sein Kempener Werk bis Jahresende zu schließen und die Produktion der Bandagen in Zeulenroda-Triebes zu konzentrieren. Seit 2009 produziert Bauerfeind außer am Stammsitz in Zeulenroda weiterhin am zweiten Standort Remscheid (Nordrhein-Westfalen). Die medizinischen Hilfsmittel sind somit „Made in Germany“ und werden zum Teil in Handarbeit hergestellt. Seit Januar 2016 ist Dirk Nowitzki weltweiter Markenbotschafter des Unternehmens. 2018 wurde eine weitere Produktionshalle auf dem Betriebsgelände in Zeulenroda-Triebes eröffnet und seit Anfang 2019 wird in Gera eine weitere Betriebsstätte vorbereitet, um die Produktionskapazitäten weiter auszubauen.

## Wirtschaftsdaten
Zum Konzern gehören das InnovationsCentrum und ein Hotel an der Talsperre Zeulenroda sowie 20 Auslandsgesellschaften unter anderem in Russland, Österreich, Kroatien, Frankreich, Großbritannien, der Schweiz und den USA. Vorstandsvorsitzender ist – als Nachfolger Hans B. Bauerfeinds – seit Jahresbeginn 2020 Rainer Berthan. Hans B. Bauerfeind legte 2022 sein Amt als Aufsichtsratsvorsitzender nieder. Weltweit werden rund 2.100 Mitarbeiter beschäftigt, etwa 1100 davon am Standort Zeulenroda-Triebes.
2015 erzielte der Bauerfeind-Konzern einen Umsatz von 204 Millionen Euro. 2019 waren es 250 Millionen Euro und 2020 rund 300 Millionen Euro.
Seit 2014 gehört die Bauerfeind AG zur „Prof. Hans Bauerfeind Familienstiftung“.
2016 erwarb Bauerfeind 25 % der Anteile an der co.don AG.

## Sport
Bauerfeind engagiert sich bei lokalen und regionalen Sportereignissen und war seit 2002 stets für die Athleten bei den Olympischen Sommer- und Winterspielen mit einem Serviceteam vor Ort – in Vancouver und London sogar für die Sportler aller teilnehmenden Nationen. Seit 2013 ist das Unternehmen Service-Partner der Deutschen Sporthilfe und unterstützt dabei alle 3.800 von der Sporthilfe geförderten Athleten im Verletzungsfall und präventiv mit Produkten. Die Erkenntnisse aus der Sportlerversorgung fließen in die Produktentwicklung und -optimierung ein. 2016 brachte das Unternehmen die Sportlinie Bauerfeind Sports auf den Markt.